# Brachytome hirtellata
Brachytome hirtellata är en måreväxtart som beskrevs av Hu Hsien-Hsu. Brachytome hirtellata ingår i släktet Brachytome och familjen måreväxter. Inga underarter finns listade i Catalogue of Life.